# Zeichnungen des Patienten O. T.
Albums de Einstürzende Neubauten
Kollaps
(1981) Halber Mensch
(1985)
Zeichnungen des Patienten O. T. (« Dessins du patient O. T. » en allemand) est le deuxième album studio du groupe de musique industrielle Einstürzende Neubauten, enregistré entre janvier et août 1983 et sorti au cours de la même année.

## L'album
Le titre de travail de l'album était Jäger und Sammler (« chasseur-cueilleur »). Bargeld en parlait comme « une chasse et une expérimentation de matériaux et de sons pour créer quelque chose de novateur et révolutionnaire » et d'une « explosion dans l'exploration de sonorités ».
Musicalement, l'album est dans la lignée du précédent, Kollaps, quoique qu'avec d'autres variantes dans le bruitisme et l'expérimentation. Le titre Finger und Zähne est par exemple neuf secondes de crissement de dents et de craquement de doigts. Outre l'utilisation de nombreux objets susceptibles d'offrir une certaine résonance, il est aussi question d'enregistrement de bruits anodins, comme le bruit de fond du marché aux poissons de Hambourg ou des conversations téléphoniques. L'échantillonage, comme celui d'un chant arménien Toun en kelkhen imastoun yes, est également utilisé pour le titre Armenia.
Le nom de l'album Zeichnungen des Patienten O. T. signifie « dessins du patient Oswald Tschirtner » et fait référence à l'artiste autrichien (1920-2007), souffrant de schizophrénie, qui dessinait des œuvres dans la clinique où il vivait. Cette forme d'art s'est ensuite popularisée sous le nom d'art brut.
Le titre Armenia a été utilisé par Michael Mann dans la bande originale du film Heat en 1995 et du film Révélations en 1999.

### Titres
1. Vanadium-I-Ching – 4:54
2. Hospitalistische Kinder / Engel der Vernichtung – 5:08
3. Abfackeln! – 3:30
4. Neun Arme – 2:33
5. Herde – 1:27
6. Merle (Die Elektrik) – 2:22
7. Zeichnungen des Patienten O.T. – 3:22
8. Finger und Zähne – 0:09
9. Falschgeld – 2:42
10. Styropor – 2:23
11. Armenia – 5:11
12. Die genaue Zeit – 6:31

Titres en bonus
1. DNS Wasserturm – 6:27
2. Wardrobe – 2:40
3. Blutvergiftung – 1:50

### Musiciens
- Blixa Bargeld – chant, guitare, divers
- Mark Chung – basse, chant, divers
- N.U. Unruh – percussion, chant, divers
- F.M. Einheit – percussion, chant, divers
- Alexander Hacke – enregistrements, percussion, « durstige Tier », divers
- Jon Caffery – ingénieur
- Beate Bartel – basse sur Falschgeld

## Publications

### Vinyl
- Some Bizzare - SBVART2 ( Royaume-Uni, 21/11/83)
- Rough Trade Deutschland - RTD18 ( Allemagne, 12/83)
- Vogue/Mute - 540063 ( France, 1983)
- SMS records - SP25-5096 ( Japon, 1984)
- PVC/JEM - PVC9902 ( États-Unis, 1984)
- Potomak/Indigo - 19901 ( Allemagne, 18/11/02)

### CD
- PVC/JEM - PVCC9902 ( États-Unis, 1984) K7
- PVC/JEM - PVCD9902 ( États-Unis, 1988) CD
- Some Bizzare - SBVART CD 002 ( Royaume-Uni, 1989) Sortie non autorisée.
- Rough Trade Deutschland - RTDCD 18 ( Allemagne, 1989)
- Rough Trade Deutschland - RTD170.0065.2 ( Allemagne, 1991)
- Thirsty Ear - THI570112 ( États-Unis, 20/06/95)
- Ars Nova ( Royaume-Uni, 1995) Sortie pirate.
- Some Bizzare records - SBZ056CD ( Royaume-Uni, 16/10/06) Remasterisé. Digipak. Sortie non autorisée.
- Potomak/Indigo - 19902 ( Allemagne, 28/10/02)
- P-Vine Records -PCD-22302 ( Japon, 07/03/08) édition cartonnée.

### K7
- PVC/JEM - PVCC9902 ( États-Unis, 1984)